# Carel de Wet
Carel de Wet (* 25. Mai 1924 im Oranje-Freistaat; † 22. Mai 2004) war ein südafrikanischer Arzt, Politiker und Botschafter.

## Leben
Carel de Wet wurde im südafrikanischen Oranje-Freistaat geboren (heute Provinz Freistaat). Er war ein Enkel von Christiaan de Wet. De Wet besuchte die Vrede High School und studierte an der Universität Pretoria, erhielt einen Bachelor und wurde Landwirt. Er saß im Vorstand der ATC (Pty) Ltd., einem Bergbauunternehmen in Vanderbijlpark/Vereeniging. Von 1953 bis 1964 saß er für den Wahlkreis Vanderbijlpark und von 1967 bis 1972 für den Wahlkreis Johannesburg-West im Parlament. Während seiner ersten Amtszeit als Hochkommissar in London trat er auf Einladung der Conservative Party in Oxford öffentlich auf, die begleitenden Proteste gegen das Sharpeville-Massaker wurden von der britischen Regierung unterdrückt.
| Vorgänger                | Amt                                                         | Nachfolger                  |
| ------------------------ | ----------------------------------------------------------- | --------------------------- |
| Hilgard Muller           | Südafrikanischer Hochkommissar in London 1964–1967          | Hendrik Gerhardus Luttig    |
| Jan Haak                 | Südafrikanischer Minister für Planung und Bergbau 1967–1972 | Piet Koornhof               |
| Albert Hertzog           | Südafrikanischer Minister für Gesundheit 1968–1972          | Schalk van der Merwe        |
| Hendrik Gerhardus Luttig | Südafrikanischer Hochkommissar in London 1972–1977          | —                           |
| —                        | Südafrikanischer Hochkommissar in London 1983               | Kent Diederich Skelton Durr |